# 귀염뽕짝 원정대
《귀염뽕짝 원정대》는 2023년 6월 2일부터 2023년 9월 18일까지 TV조선에서 방영된 예능 텔레비전 프로그램이다

## 기획 의도
- "50살 나이 차 트롯 선후배! 같은 취향이라곤 트롯밖에 없는 우리가 여행만으로 세대 차이를 극복할 수 있을까? 귀염뽀짝한 후배와 뽕짝 마스터 선배의 향수 자극 친환경 우정 여행 프로그램 "

## 방송 시간
| 방송 채널 | 방송 기간                         | 방송 시간                              | 비고   |
| --------- | --------------------------------- | -------------------------------------- | ------ |
| TV조선    | 2023년 6월 2일 ~ 2023년 7월 28일  | 매주 금요일 밤 10시 ~ 토요일 새벽 12시 | 본방송 |
| TV조선    | 2023년 8월 14일 ~ 2023년 9월 18일 | 매주 월요일 밤 10시 ~ 화요일 새벽 12시 | 본방송 |

## 진행자
- 이수근
- 수빈 (우주소녀) (1회 ~ 8회, 11회 ~ 14회)

## 출연자
- 진성
- 노사연
- 강진 (1회 ~ 2회, 4회 ~ 14회)
- 황민호
- 서지유
- 조승원
- 오지율 (2회[1] ~ 14회)

## 게스트
기상 요정
- 홍진영 (2회 ~ 3회)
- 진해성 (7회 ~ 8회)
- 신동 (슈퍼주니어) (13회 ~ 14회)

스페셜 진행
- 강혜연[2] (9회 ~ 10회)

## 결방 및 편성 변경

### 2023년
- 6월 16일 : 하나은행 초청 축구국가대표팀 친선경기 대한민국 vs 페루 생중계 방송으로 결방.